# Frances Moore Lappé

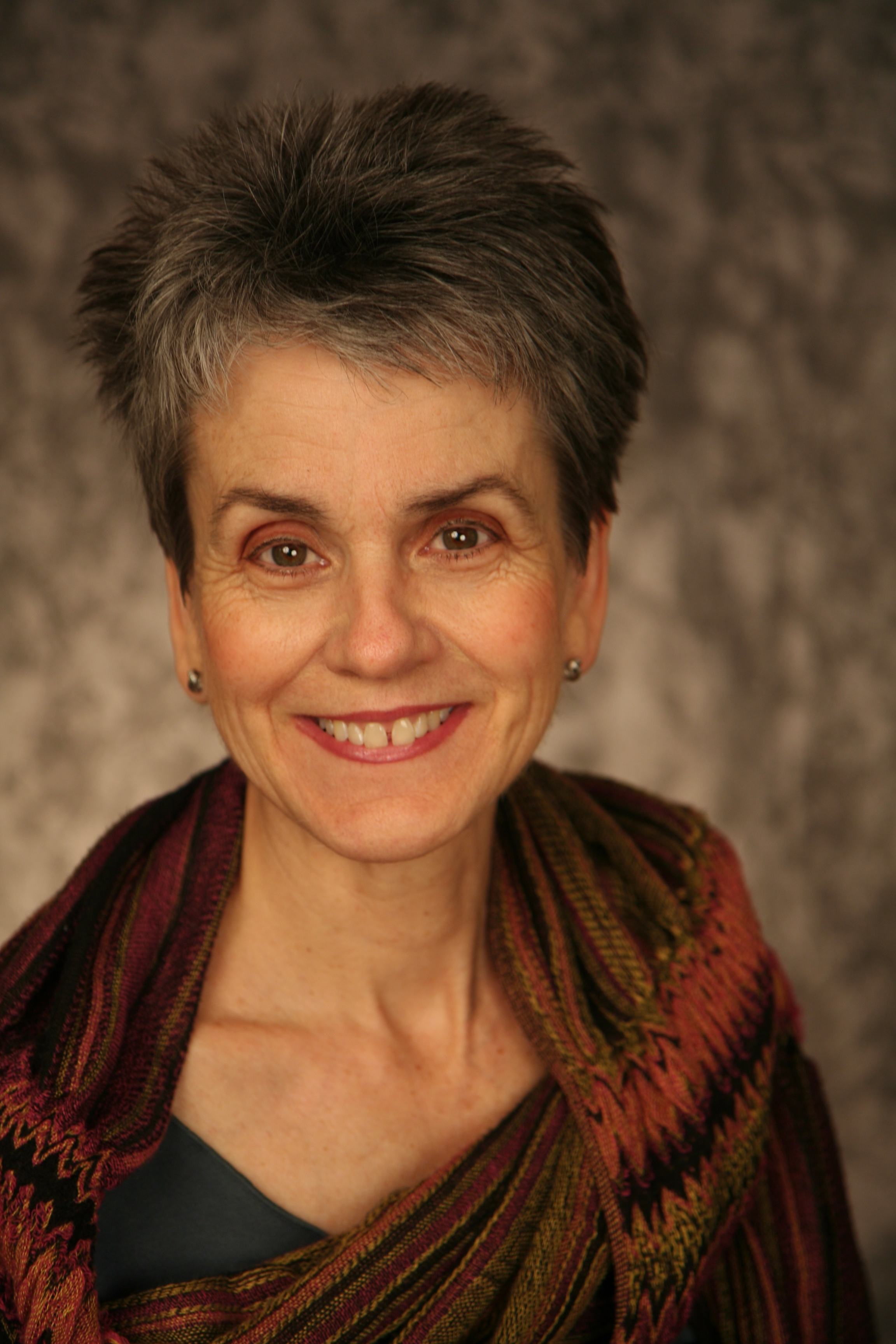
Frances Moore Lappé

Frances Moore Lappé (* 10. Februar 1944 in Pendleton, Oregon, USA) ist eine Aktivistin gegen den Welthunger und seine Ursachen. Als entscheidenden Hebel zur Bekämpfung des Welthungers sieht Lappé eine pflanzliche Ernährung und eine Reduktion des Fleischkonsums. Ebenso vertritt sie das Konzept des „Food First“ bzw. der Ernährungssouveränität.

## Leben
Während ihres Studiums in Berkeley begann Lappé sich mit Ernährungsfragen zu befassen. Auslöser war die Vorhersage von Paul Ehrlich, dass es aufgrund des globalen Bevölkerungswachstums zu einer Hungerkatastrophe kommen würde. Während ihrer Recherchen stellte sie fest, dass über die Hälfte der amerikanischen Getreideproduktion genutzt wurde, um als Viehfutter in der Fleischproduktion zu dienen. Lappé erkannte darin das Potential, das Ernährungssystem ressourcenschonender zu organisieren. Aus einem Handout zum Thema wurde letztlich ihr erstes Buch. Es folgten 15 weitere Bücher, darunter 12 Mythen über den Welthunger (World Hunger: Twelve Myths), das sie zusammen mit Joseph Collins verfasste. Mit letzterem gründete sie 1975 das Food-First-Institut (auch als Institute for Food and Development Policy bekannt), das die US-amerikanische Öffentlichkeit über die Ursachen des Welthungers informieren soll. Sie ist Ratsmitglied im World Future Council.
Frances Moore Lappé hat insgesamt 17 Ehrendoktortitel erhalten. 1987 erhielt sie zusammen mit Joseph Collins und dem Institute for Food and Development Policy den „Alternativen Nobelpreis“.
Ihre Tochter, Anna Lappé, unterstützt Frances Moore Lappé in ihrem Kampf gegen den Hunger.

## Zitate
- „Keine Gesellschaft hat ihr demokratisches Versprechen erfüllt, wenn Menschen hungern... Wenn einige nicht zu essen haben, sind sie offensichtlich jeder Macht beraubt worden. Die Existenz von Hunger straft die Existenz der Demokratie Lügen.“
- "Not eating meat, I call it my act of rebel sanity."[3]

## Buchveröffentlichungen

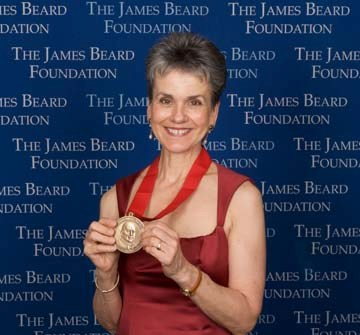
Lappé empfängt den Humanitarian Award der James Beard Foundation

- Diet for a Small Planet, Ballantine Books, 1971, 1975, 1982, 1991. ISBN 0345023781, dt. Die Öko-Diät : wie man mit wenig Fleisch gut isst u.d. Natur schont, Frankfurt am Main : Fischer-Taschenbuch-Verlag, 1978, zuletzt: 1993
- (mit Joseph Collins): Food First: Beyond the Myth of Scarcity, Houghton Mifflin, 1977, Ballantine Books, 1979. Vom Mythos des Hungers. Die Entlarvung einer Legende: Niemand muß hungern, Frankfurt am Main: S. Fischer, 1978
- (mit Joseph Collins): Nicaragua: What difference could a revolution make, dt. Nicaragua: Was hat sich durch die Revolution verändert? : Agrarreform u. Ernährung im neuen Nicaragua, Wuppertal : Edition Nahua, 1986
- What To Do After You Turn Off the T.V., Ballantine Books, 1985.
- (mit Joseph Collins): World Hunger: Twelve Myths, Grove Press, 1986, 1998. dt. Zehn Legenden um den Hunger in der Welt, Zürich: 4., völlig überarb. Neuauflage 1982
- Rediscovering America's Values, Ballantine Books, 1989
- The Quickening of America: Rebuilding Our Nation, Remaking Our Lives (with Paul Martin Du Bois), Jossey-Bass, 1994.
- (mit Anna Lappé): Hope’s Edge: The Next Diet for a Small Planet, Tarcher/Penguin, 2002. dt.  Hoffnungsträger. Ein internationaler Reiseführer zu grünen Initiativen. München: Riemann Verlag, 2001, ISBN 3-570-50021-7.
- (mit Jeffrey Perkins): You Have the Power: Choosing Courage in a Culture of Fear, Tarcher/Penguin, 2004.
- Democracy's Edge: Choosing to Save Our Country by Bringing Democracy to Life, Jossey-Bass, 2005.
- Getting A Grip: Clarity, Creativity and Courage in a World Gone Mad, Small Planet Media, 2007. dt.  Packen wir’s an! Klarheit, Kreativität und Mut in einer verrückt gewordenen Welt., Bielefeld: J. Kamphausen Verlag, 2009, ISBN 978-3-89901-178-4.
- Getting A Grip 2: Clarity, Creativity and Courage for the World We Really Want, Small Planet Media, 2010.
- EcoMind: Changing the Way We Think to Create the World We Want, Small Planet Media, 2011.